# Кониовская, Екатерина Вадимовна
Екатерина Вадимовна Кониовская (25 декабря 1966, Москва) — советская и российская гребчиха-байдарочница, выступала за сборные СССР и России в конце 1980-х — начале 1990-х годов. Бронзовая призёрша чемпионата мира, многократная чемпионка национальных первенств. На соревнованиях представляла спортивное общество «Буревестник», мастер спорта международного класса.

## Биография
Екатерина Кониовская родилась 25 декабря 1966 года в Москве. Активно заниматься греблей начала в раннем детстве, проходила подготовку в столичном добровольном спортивном обществе «Буревестник».
Первого серьёзного успеха на взрослом всесоюзном уровне добилась в 1990 году, когда стала чемпионкой СССР сразу в трёх разных дисциплинах: в двойках на дистанциях 500 и 5000 метров, а также в четвёрках на дистанции 500 метров. Благодаря череде удачных выступлений удостоилась права защищать честь страны на чемпионате мира в польской Познани, откуда впоследствии привезла награду бронзового достоинства, выигранную совместно с Нелли Корбуковой в зачёте двухместных экипажей на пяти километрах — в финале её обошли только команды из ГДР и Венгрии.
В 1991 году Кониовская выиграла всесоюзное первенство в программе одиночек на пяти тысячах метрах и в программе четвёрок на пятистах метрах, став таким образом пятикратной чемпионкой Советского Союза. За выдающиеся спортивные достижения удостоена почётного звания «Мастер спорта СССР международного класса».
После распада СССР ещё в течение некоторого времени выступала за сборную России и продолжала принимать участие в крупнейших международных регатах. Так, в 1993 году она стала чемпионкой России в зачёте четырёхместных экипажей на дистанции 500 метров.